# Наньчан
Наньча́н (кит. упр. 南昌, пиньинь Nánchāng) — городской округ в КНР, место пребывания властей провинции Цзянси.

## География
Находится в 60 км от реки Янцзы на реке Ганьцзян в окрестности озера Поянху.

### Климат
| Показатель                    | Янв. | Фев. | Март | Апр. | Май  | Июнь | Июль | Авг. | Сен. | Окт. | Нояб. | Дек. | Год  |
| ----------------------------- | ---- | ---- | ---- | ---- | ---- | ---- | ---- | ---- | ---- | ---- | ----- | ---- | ---- |
| Средний суточный максимум, °C | 8,9  | 9,8  | 14,8 | 21,0 | 26,1 | 29,3 | 33,8 | 33,6 | 28,9 | 23,6 | 17,5  | 11,7 | 21,5 |
| Средняя температура, °C       | 5,1  | 6,3  | 10,9 | 17,0 | 22,2 | 25,6 | 29,5 | 29,2 | 24,7 | 19,3 | 13,2  | 7,5  | 17,5 |
| Средний суточный минимум, °C  | 2,4  | 3,8  | 8,1  | 14,0 | 19,2 | 22,7 | 26,0 | 25,8 | 21,7 | 16,1 | 10,1  | 4,3  | 14,5 |
| Норма осадков, мм             | 56   | 101  | 150  | 224  | 253  | 282  | 122  | 103  | 75   | 57   | 54    | 40   | 1517 |
| Источник: World Climate       |      |      |      |      |      |      |      |      |      |      |       |      |      |

## История
Во времена империи Хань в 202 году до н. э. из Цзюцзянского округа (九江郡) был выделен Юйчжанский округ (豫章郡), власти которого разместились в этих местах. Было построено укрепление со стеной и рвом, а для администрирования территории был создан уезд Наньчан (南昌县), в качестве названия которого были взяты два иероглифа из фразы «чан да нань цзян» (昌大南疆) — «огромного процветания Южным Рубежам».
После образования империи Суй округа были упразднены, а в этих местах в 589 году была создана Хунчжоуская область (洪州). Впоследствии данная административная единица неоднократно переименовывалась в «Юйчжанский округ» и обратно в «Хунчжоускую область», но её власти продолжали размещаться в уезде Наньчан.
Во времена империи Сун в 1162 году на престол взошёл новый император, взявший в качестве девиза правления иероглифы «Лунсин». В связи с этим событием в 1163 году Хунчжоуская область была поднята в статусе, и стала Лунсинкой управой (隆兴府). Чтобы облегчить администрирование места размещения властей Лунсинской управы, северо-западная половина уезда Наньчан была выделена в отдельный уезд Синьцзянь (新建县), однако власти обоих уездов размещались в одном и том же месте.
После монгольского завоевания и образования империи Юань Лунсинская управа была в 1277 году преобразована в Лунсинский регион (隆兴路; с 1284 года название стало писаться как 龙兴路). Когда в середине XIV века в империи Юань развернулись массовые антимонгольские восстания, то повстанцы переименовывали «регионы» назад в «управы», и поэтому Лунсинский регион в 1362 году стал Хундуской управой (洪都府), которая уже в следующем году была переименована в Наньчанскую управу (南昌府). После Синьхайской революции в Китае была проведена реформа структуры административного деления, в ходе которой управы были упразднены, и поэтому в 1913 году Наньчанская управа была расформирована.
В 1926 году эти места были захвачены гоминьдановскими войсками, осуществлявшими Северный поход, и урбанизированная зона, в которой совместно размещались власти уездов Наньчан и Синьцзянь, была выделена в отдельную административную единицу — город Наньчан, подчинённый напрямую правительству провинции Цзянси. В 1927 году здесь произошло Наньчанское восстание, в результате которого размещённые здесь гоминьдановские войска перешли на сторону коммунистов и стали основой Китайской Красной армии. Наньчан стал центром гоминьдановских операций против Китайской Советской республики, и его называли «второй столицей страны».
Во время войны с Японией Наньчан был поначалу одним из центров операций советских лётчиков-добровольцев, однако весной 1939 года был захвачен японскими войсками и оставался под японской оккупацией до конца Второй мировой войны.
В ходе гражданской войны Наньчан был занят войсками коммунистов 21 мая 1949 года. Город Наньчан был по-прежнему напрямую подчинён властям провинции Цзянси; параллельно с этим был образован Специальный район Наньчан (南昌专区), объединивший 10 окрестных уездов. 8 октября 1952 года уезд Синьгань был передан в состав Специального района Цзиань (吉安专区), однако при этом к Специальному району Наньчан был присоединён Специальный район Юаньчжоу (袁州专区), и Специальный район Наньчан стал состоять из 17 уездов. 
В 1955 году город Наньчан был разделён на 4 района.
23 августа 1958 года уезды Наньчан и Синьцзянь были переданы из состава Специального района Наньчан под юрисдикцию властей города Наньчан. 8 декабря 1958 года власти Специального района Наньчан переехали из города Наньчан в уезд Ичунь, и Специальный район Наньчан был переименован в Специальный район Ичунь (宜春专区). 
В ноябре 1961 года из прилегавших к городской черте частей уездов Наньчан и Синьцзянь был официально образован Наньчанский Пригородный район (南昌市郊区), а сами уезды Наньчан и Синьцзянь вернулись из-под юрисдикции города Наньчан в состав Специального района Ичунь. В 1970 году Специальный район Ичунь был переименован в Округ Ичунь (宜春地区).
28 мая 1971 года уезды Наньчан и Синьцзянь вновь перешли из округа Ичунь под юрисдикцию властей города Наньчан.
В марте 1981 года в составе Наньчана был создан район Ваньли (湾里区). 
Постановлением Госсовета КНР от 27 июля 1983 года под юрисдикцию властей Наньчана были переданы уезд Аньи, до этого входивший в состав округа Ичунь и уезд Цзиньсянь, до этого входивший в состав Округа Фучжоу (抚州地区).
Постановлением Госсовета КНР от 6 июня 2002 года Наньчанский Пригородный район был переименован в район Циншаньху. В этом же году партийные и государственные органы власти Наньчана переехали на территорию района Ваньли, где стал формироваться новый городской центр.
Постановлением Госсовета КНР от 5 августа 2015 года уезд Синьцзянь был преобразован в район городского подчинения.
25 декабря 2019 года был расформирован район Ваньли: часть его земель была включена в состав района Синьцзянь, а на территории, где размещались органы власти Наньчана, был создан район Хунгутань.

## Административно-территориальное деление
Городской округ Наньчан делится на 6 районов, 3 уезда:
| Карта                                                                                     | Карта     | Карта     | Карта         | Карта            | Карта         |
| ----------------------------------------------------------------------------------------- | --------- | --------- | ------------- | ---------------- | ------------- |
| ① ② ③ ④ Наньчан Синьцзянь Хунгутань Аньи Цзиньсянь ① Дунху ② Сиху ③ Цинъюньпу ④ Циншаньху |           |           |               |                  |               |
| Статус                                                                                    | Название  | Иероглифы | Пиньинь       | Население (2010) | Площадь (км²) |
| Район                                                                                     | Дунху     | 东湖区    | Dōnghú qū     |                  |               |
| Район                                                                                     | Сиху      | 西湖区    | Xīhú qū       |                  |               |
| Район                                                                                     | Цинъюньпу | 青云谱区  | Qīngyúnpǔ qū  |                  |               |
| Район                                                                                     | Циншаньху | 青山湖区  | Qīngshānhú qū |                  |               |
| Район                                                                                     | Синьцзянь | 新建区    | Xīnjiàn qū    |                  |               |
| Район                                                                                     | Хунгутань | 红谷滩区  | Hónggǔtān qū  |                  |               |
| Уезд                                                                                      | Наньчан   | 南昌县    | Nánchāng xiàn |                  |               |
| Уезд                                                                                      | Аньи      | 安义县    | Ānyì xiàn     |                  |               |
| Уезд                                                                                      | Цзиньсянь | 进贤县    | Jìnxián xiàn  |                  |               |

## Экономика

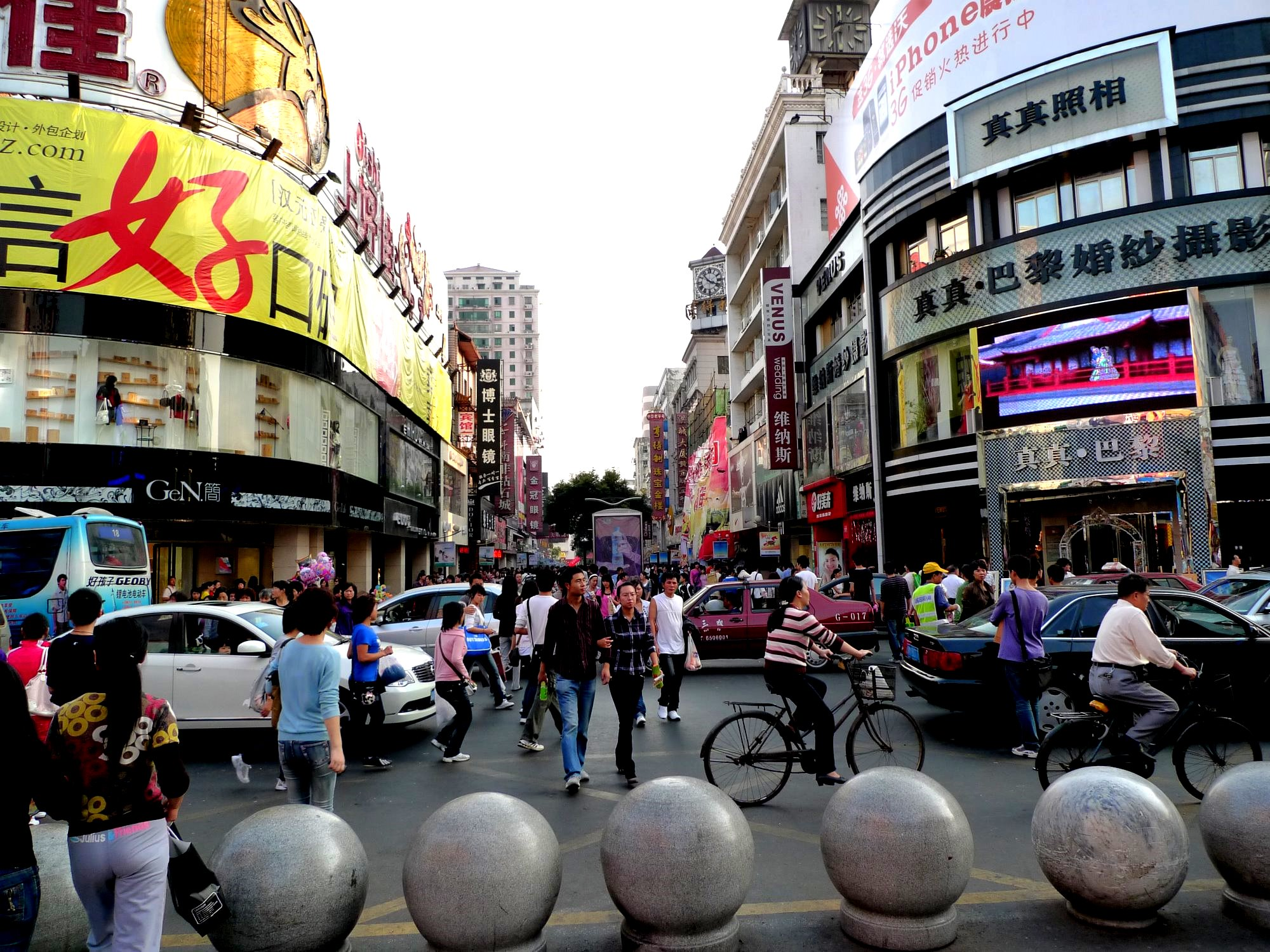
Пешеходная улица Шэнли в районе Дунху — главный торговый квартал Наньчана

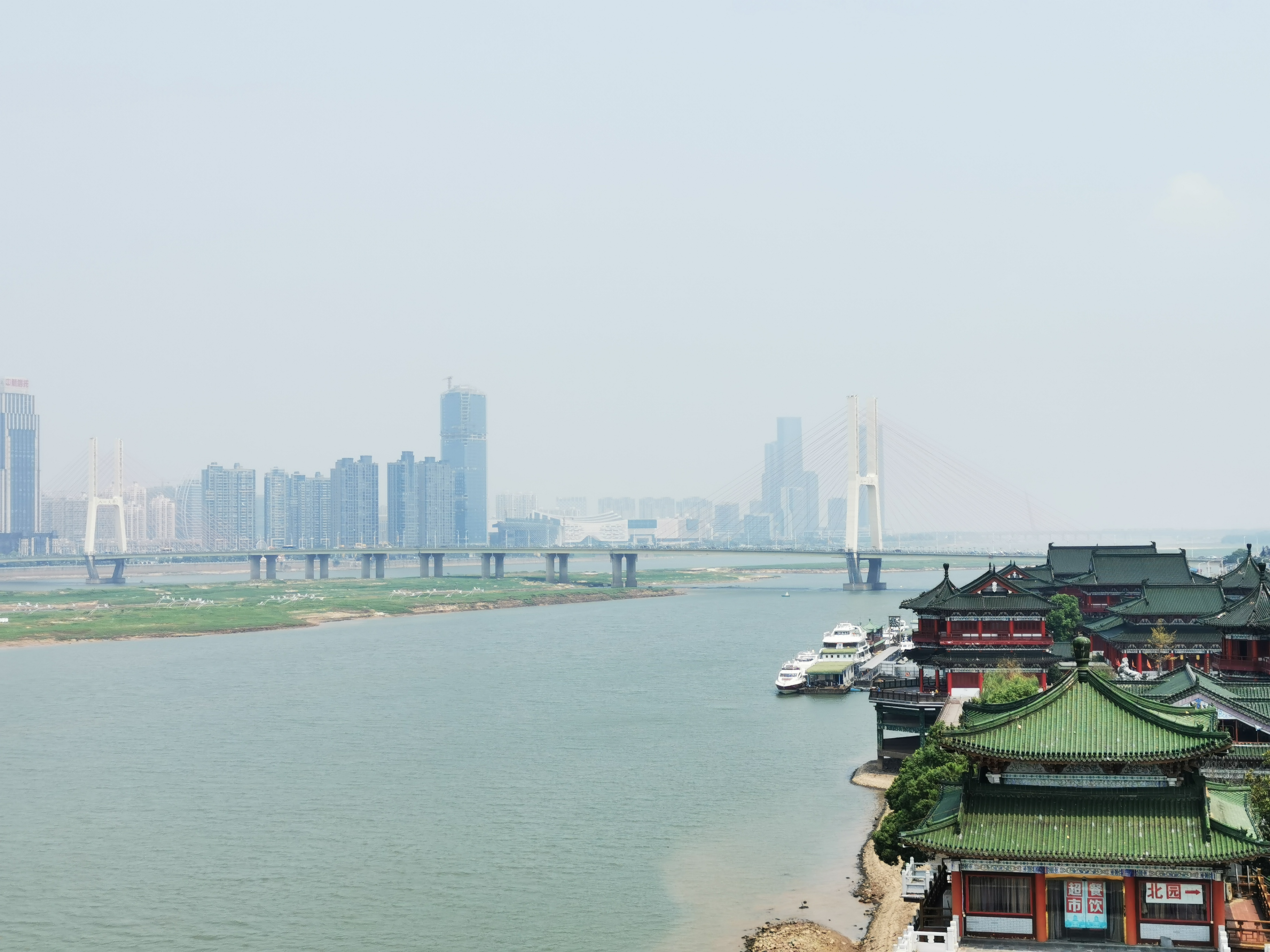
Мост через реку Ганьцзян

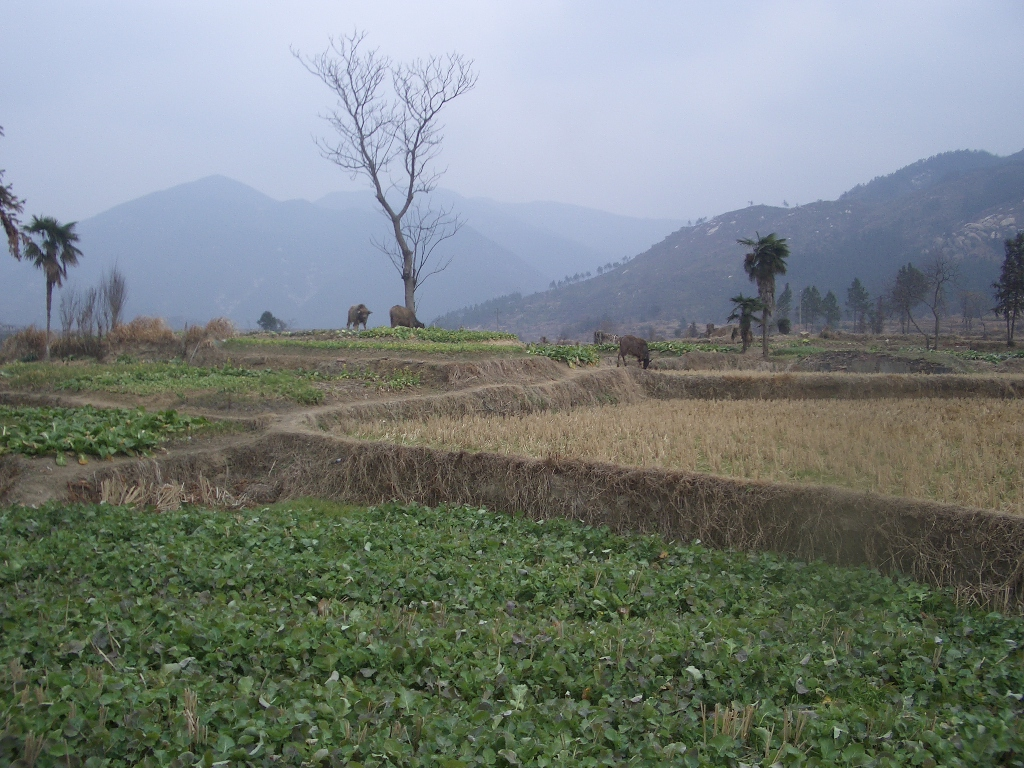
Деревня в уезде Аньи

Наньчан является крупным промышленным, логистическим, финансовым, торговым и сельскохозяйственным центром провинции Цзянси. В городе производят самолёты, вертолёты, беспилотники, автомобили, автобусы, трактора, мотоциклы, двигатели, сталь, электротехнику, химическое оборудование, текстиль, цемент, лекарства и средства традиционной китайской медицины.
В 2017 году ВВП Наньчана превысил 500 млрд юаней (более 80 млрд долларов США), увеличившись на 9 % по сравнению с предыдущим годом. 

### Промышленность
Наньчан является крупным центром авиационной промышленности Китая. В городе базируется авиастроительная компания Hongdu Aviation Industry Group (подразделение AVIC), которая производит штурмовики (в том числе Nanchang Q-5), вертолёты (в том числе MD 500), учебно-боевые самолёты (в том числе Hongdu L-15), лёгкие транспортные самолёты, ракетное вооружение и беспилотные летательные аппараты. В 2021 году в авиагородке Наньчана завершилось строительство первого в стране производственно-испытательного авиационного центра компании Comac мощностью до 30 самолётов в год серии ARJ21. 
Также Наньчан является значительным центром автомобильной, автобусной, тракторной и мотоциклетной промышленности Китая — в городе базируются государственная компания Jiangling Motors Corporation Group (JMCG), автомобильный завод Jiangling Motor Holding / JMH (совместное предприятие компаний Aiways, Jiangling Motors Corporation Group и Changan Automobile Group по выпуску легковых автомобилей), автомобильный завод Jiangling Motors Corporation / JMC (совместное предприятие компаний Ford и Jiangling Motors Corporation Group по выпуску грузовых фургонов Ford Transit), автомобильный завод Jingma Motor / JMMC (подразделение Jiangling Motors Corporation Group по выпуску пожарных машин, автобусов и внедорожников), автомобильный завод Jiangxi Isuzu Motors / JIM (совместное предприятие компаний Isuzu и Jiangling Motors Corporation Group по выпуску пикапов, внедорожников и дизельных двигателей), автомобильный завод JMEV (совместное предприятие компаний Renault и Jiangling Motors Corporation Group по выпуску электромобилей), автобусный завод Bonluck Bus (подразделение конгломерата China Hi-Tech Group Corporation), тракторный завод компании Mahindra China Tractor, завод по производству мотоциклов Chang Jiang (подразделение компании Hongdu Aviation Industry Group), завод автокомплектующих компании Magna International.
Среди других предприятий — завод полупроводников Creative Sensor.

### Логистика
Важное значение имеет международный сухой порт Сяньтан, откуда китайские товары грузовыми поездами поставляют в Европу.

### Строительство и недвижимость
В Наньчане строится много офисной, торговой, гостиничной и жилой недвижимости. Самыми высокими зданиями города являются две башни Гринлэнд-Сентрал-Плаза (303 м), башня Central Financial Street (272 м) и две башни Commercial Union Centre (272 м).
В Наньчане базируются крупные строительные компании Zhongding International Construction Group, Zhongmei Engineering Construction и Jiangxi International.

### Зонирование
В Наньчане имеется несколько зон развития и промышленных парков:
- Nanchang National Hi-Tech Industrial Development Zone
- Nanchang National Export Processing Zone
- Nanchang Economic and Technological Development Zone
- Jiangxi Sanghai Economic and Technological Development Zone
- Nanchang Yingxiong Economic and Technological Development Zone
- Honggutan New District

### Сельское хозяйство
В пригородных уездах Наньчана выращивают рис, овощи, апельсины, домашнюю птицу и свиней.

## Транспорт

### Рельсовый
- Пекин-Цзюлунская железная дорога (京九铁路)
- Шанхай-Кунминская железная дорога (沪昆铁路)
- Наньчанский метрополитен (открыт в 2015 году)

### Авиационный
Город обслуживают два международных аэропорта — Чанбэй и Яоху. Растёт значение грузового авиасообщения между Наньчаном и Европой.  
В Наньчане базируется бюджетная авиакомпания Jiangxi Air.

## Достопримечательности
Знаменит древним павильоном Тэнван и большой площадью Баи, сопоставимой с площадью Тяньаньмэнь в Пекине. Также с 2006 года в городе действует третье по высоте в мире 160-метровое колесо обозрения «Звезда Наньчана».

## Города-побратимы
Наньчан является городом-побратимом следующих городов:
- Скопье, Республика Македония — с 1984
- Такамацу, Япония — с 1984
- Валкеакоски, Финляндия — с 1984
- Акаа, Финляндия — с 1984
- Дижон, Франция — с 1984
- Наджу, Республика Корея — с 1984
- Сорокаба, Бразилия — с 1984
- Толука-де-Лердо, Мексика — с 1988
- Уфа, Российская Федерация — с 2015

## Фотогалерея

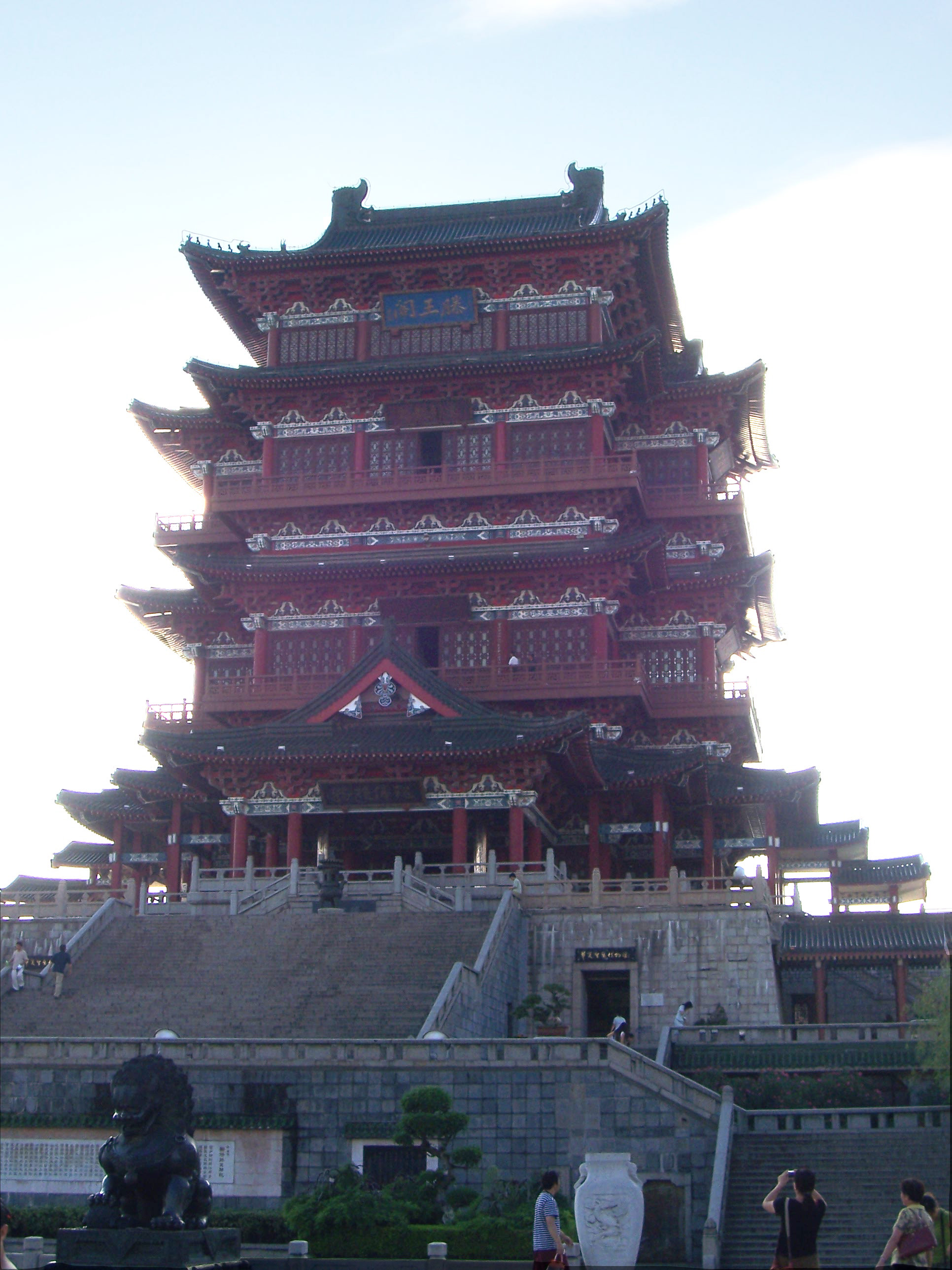
Павильон Тэнван
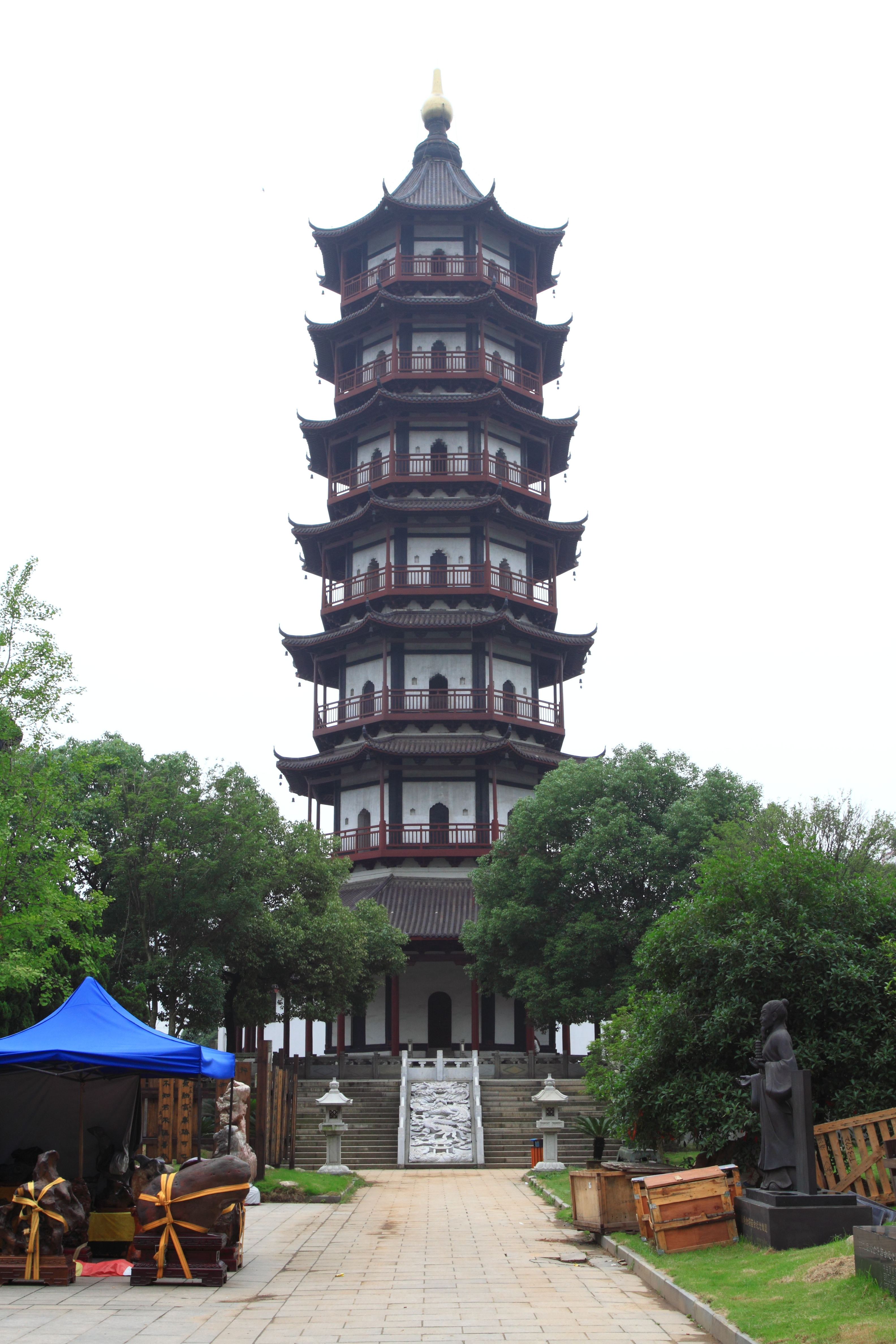
Пагода Shengjin
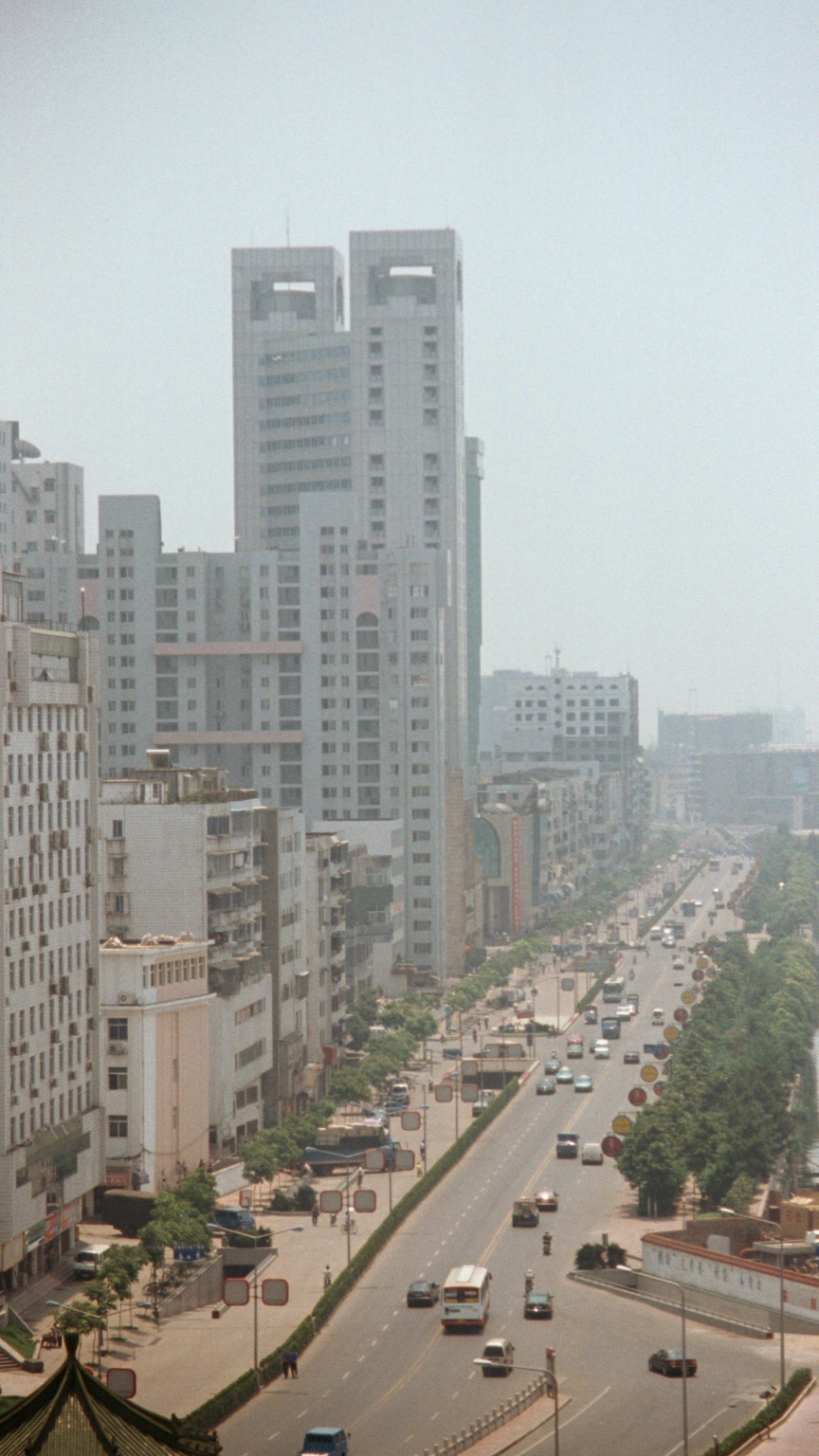
Деловой центр
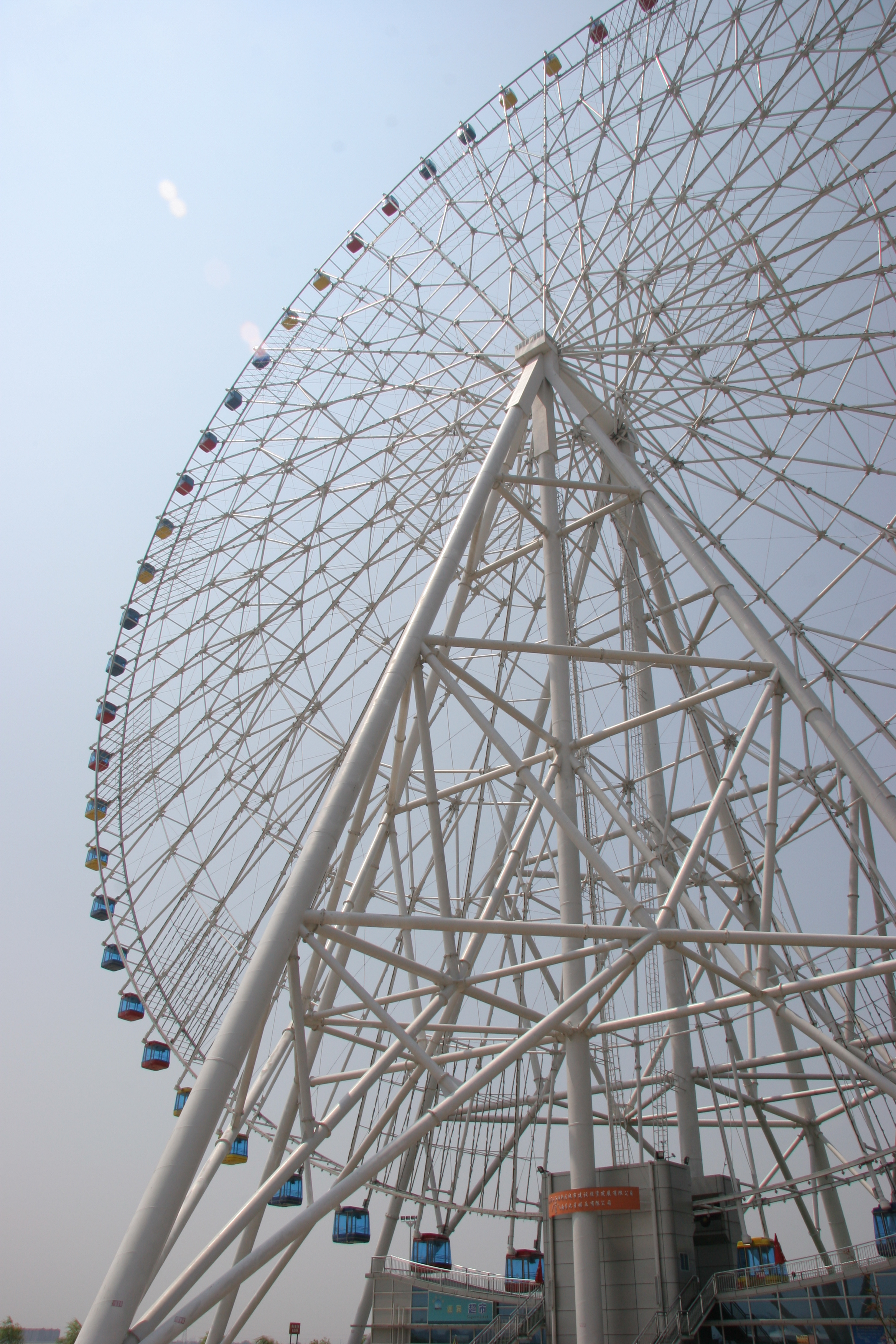
Колесо обозрения «Звезда Наньчана»
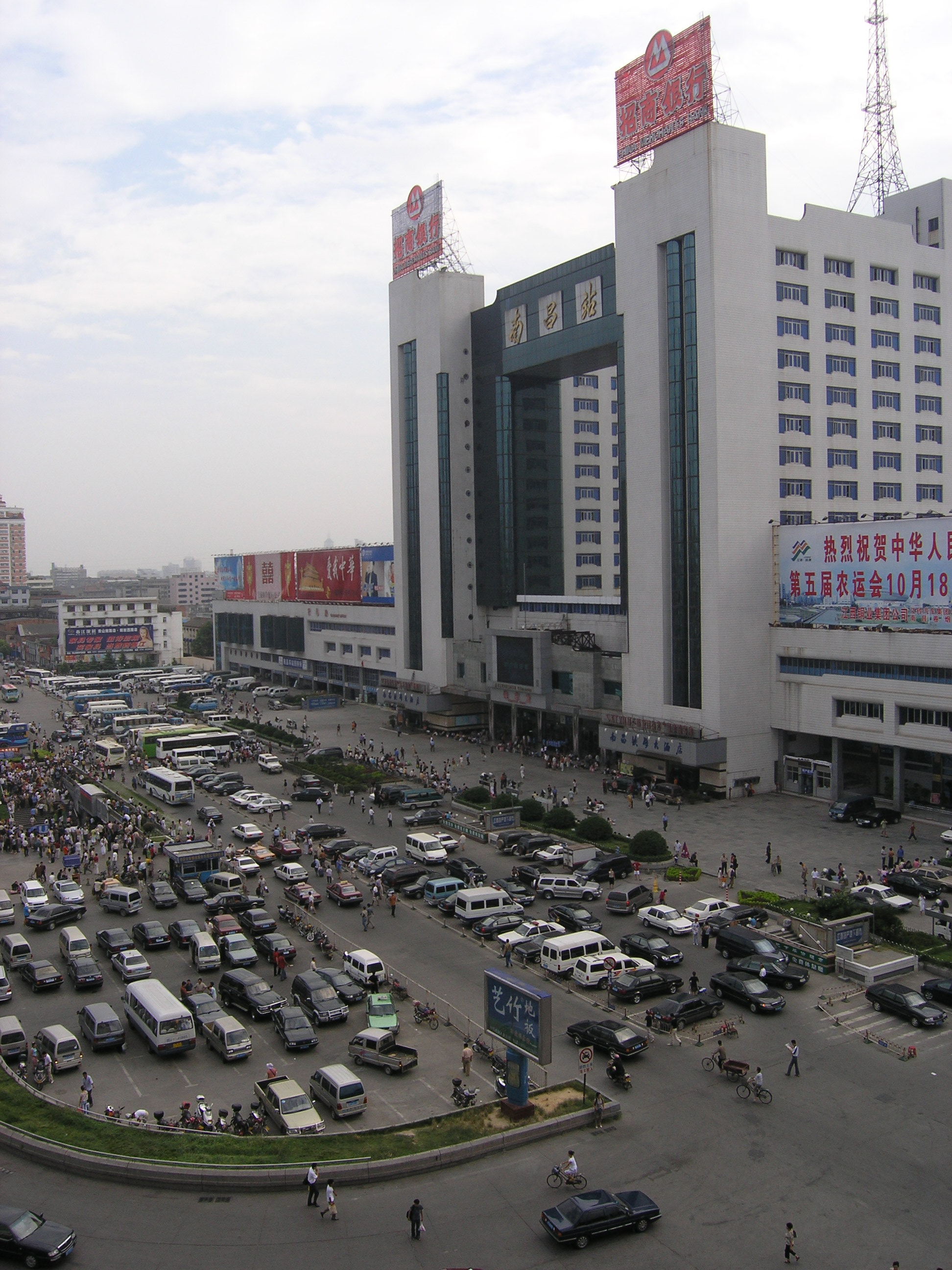
Центральный вокзал
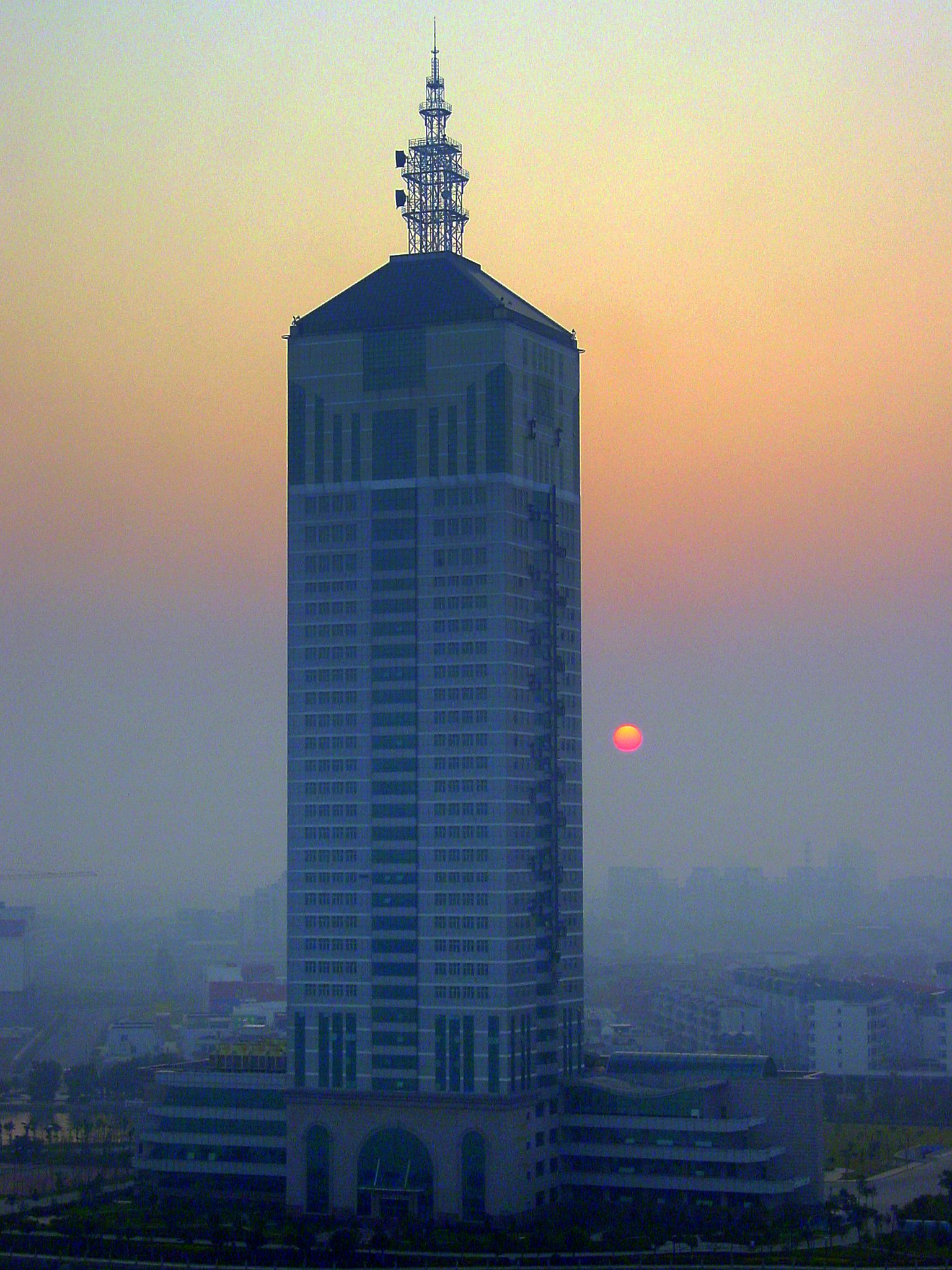
Небоскрёб

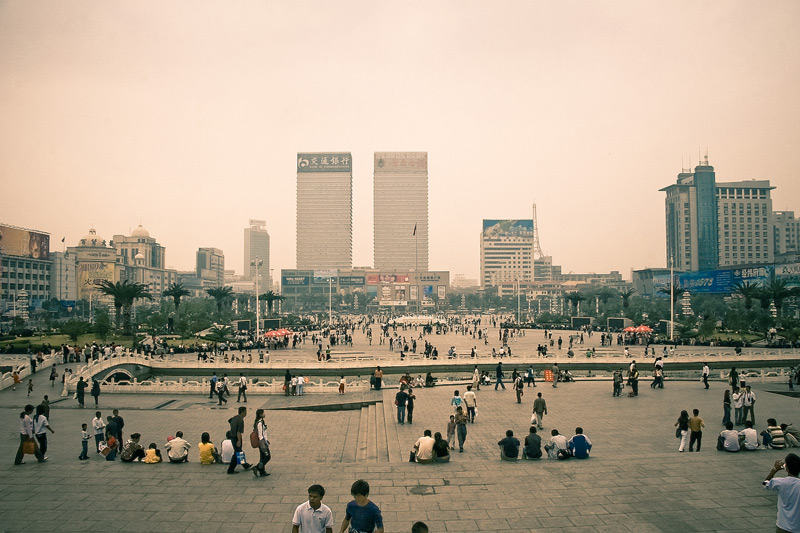
Площадь Баи
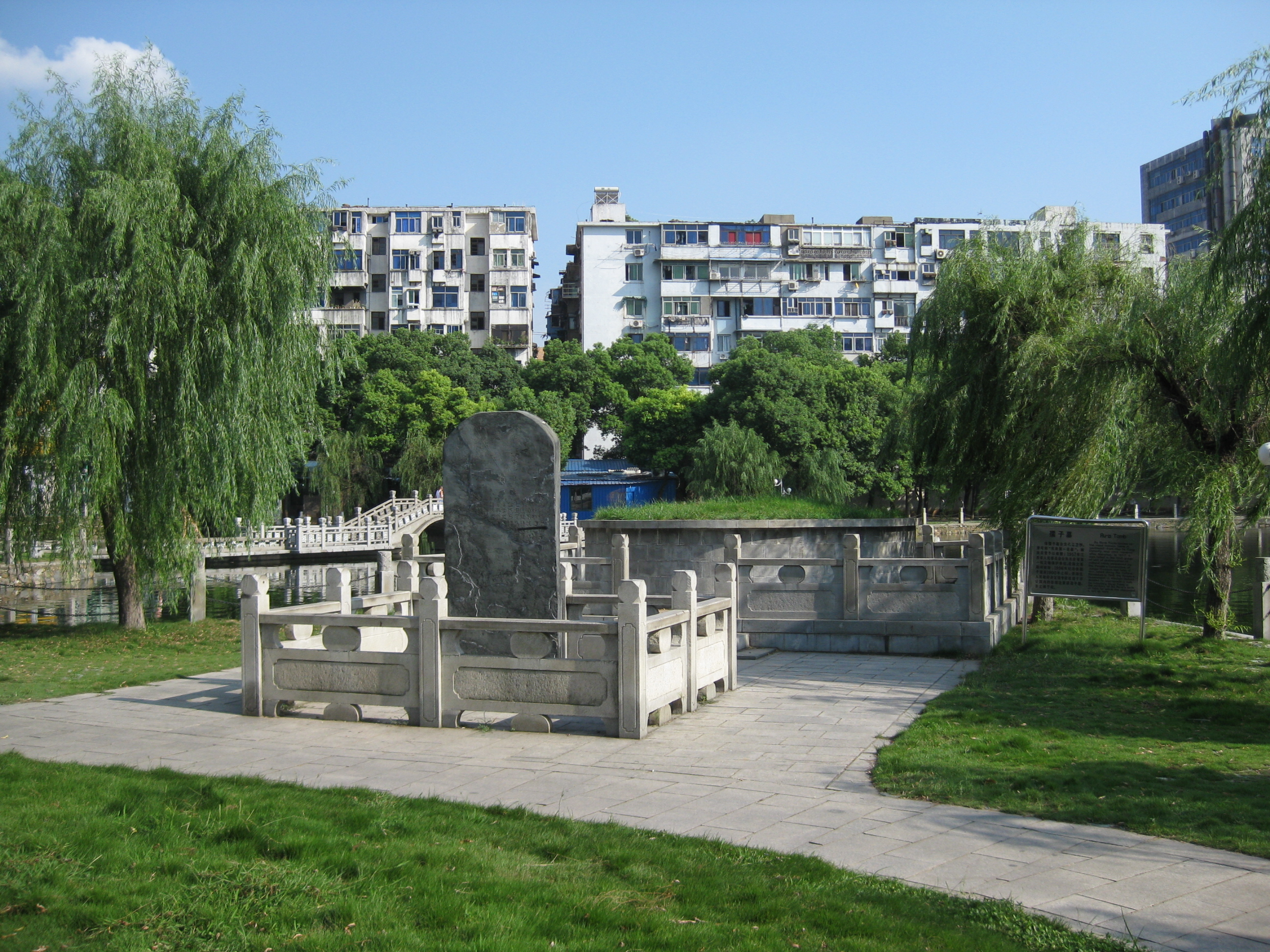
Гробница Сюй Жуцзы
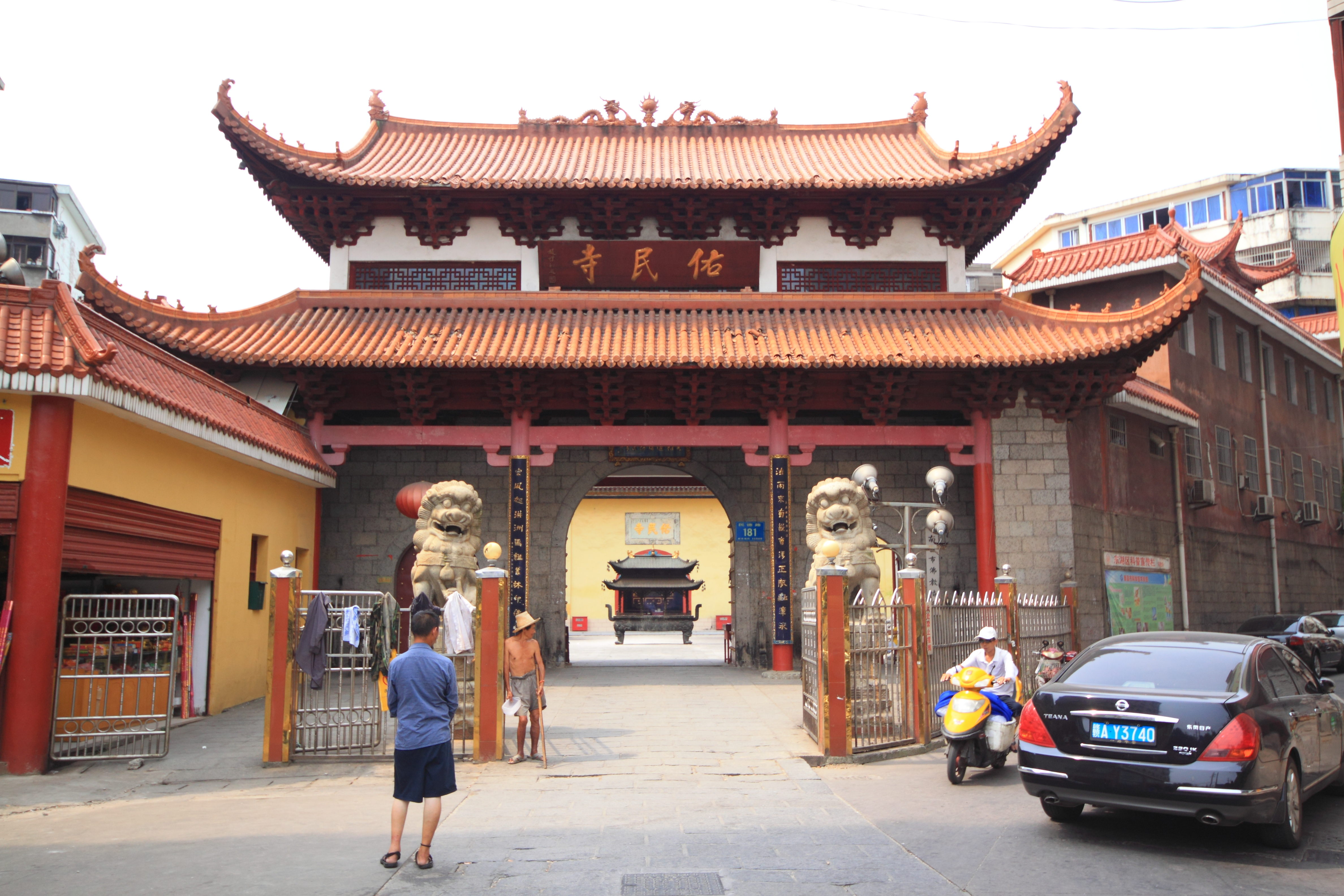
Храм Youmin Si
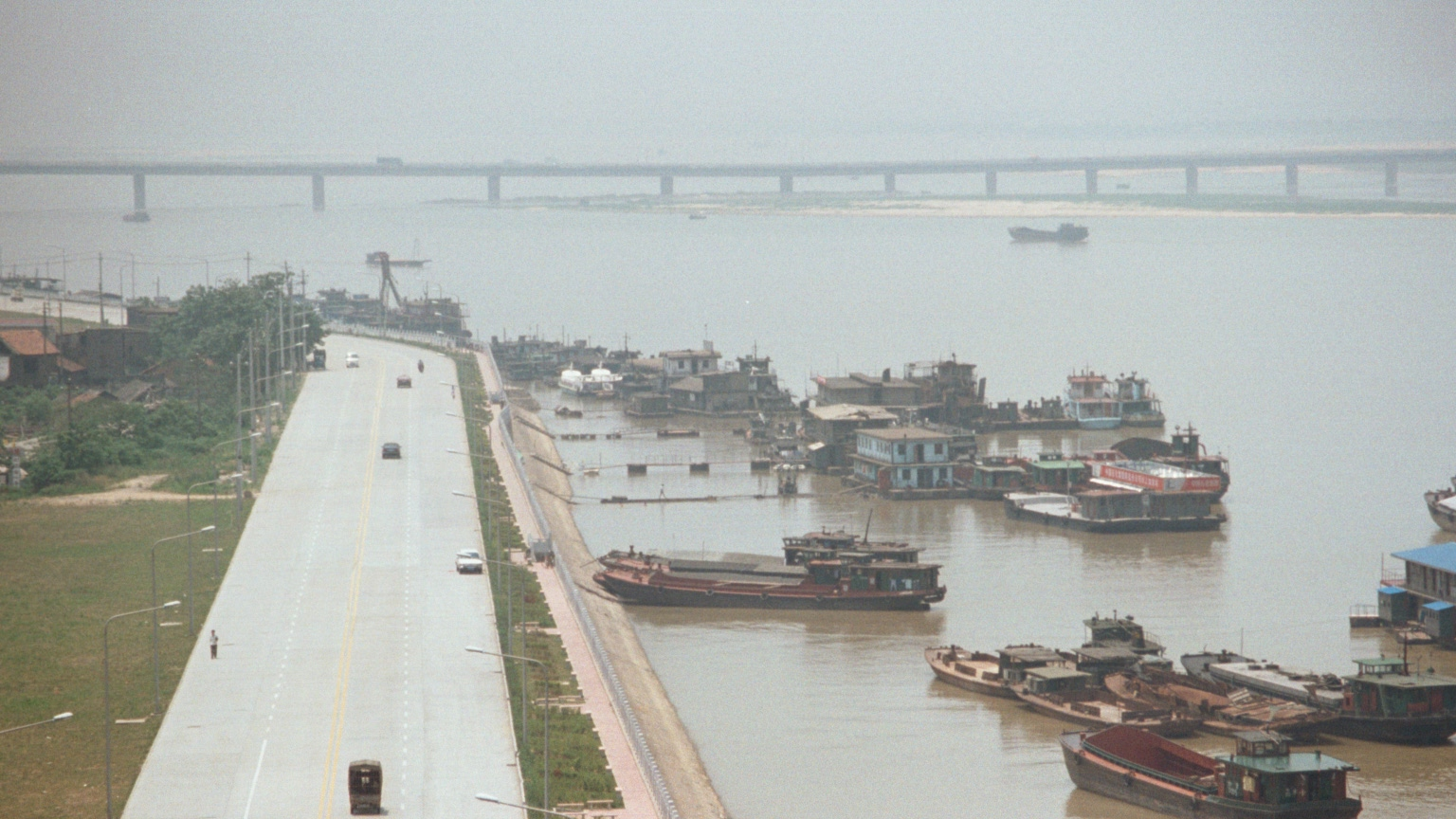
Набережная

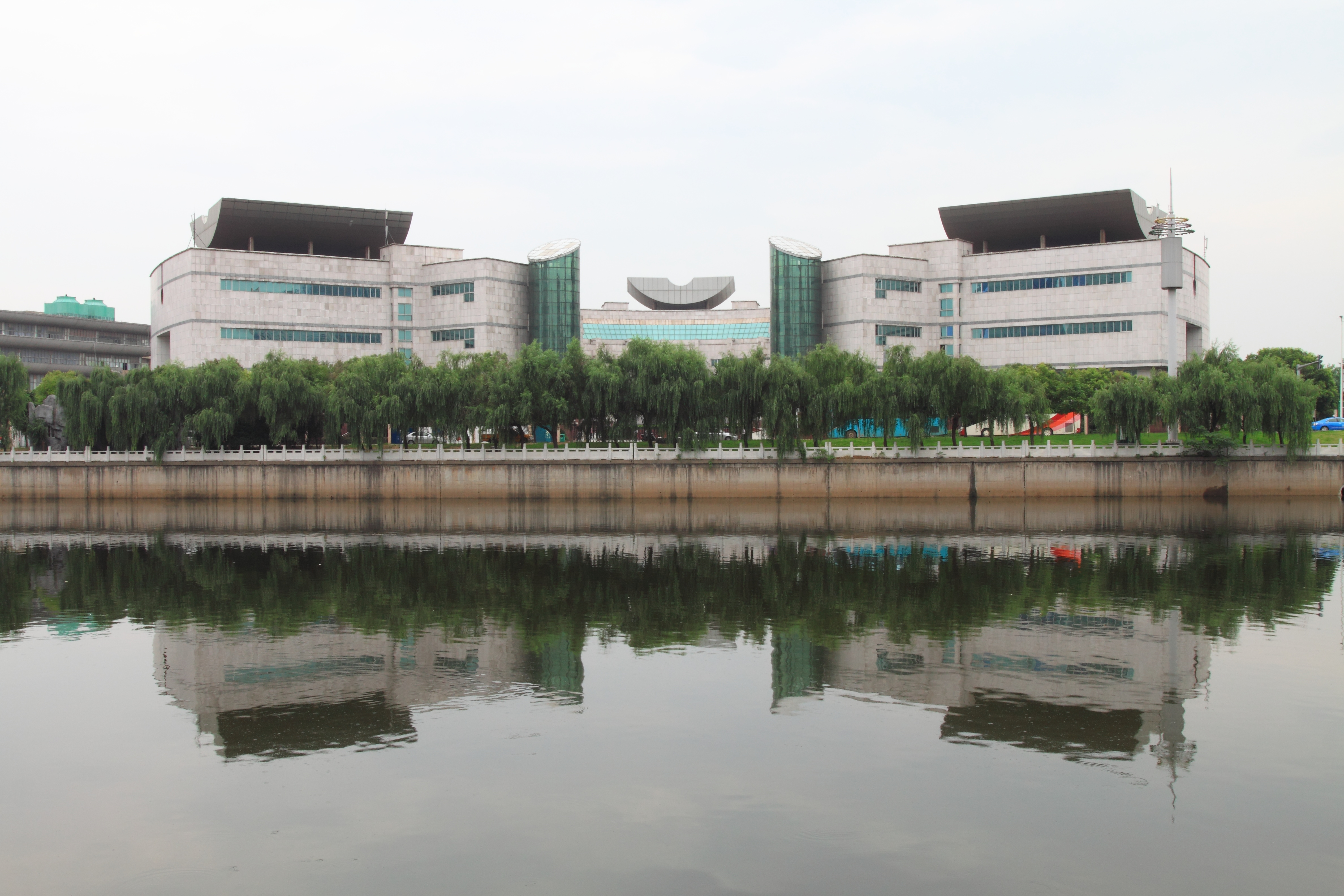
Музей провинции Цзянси
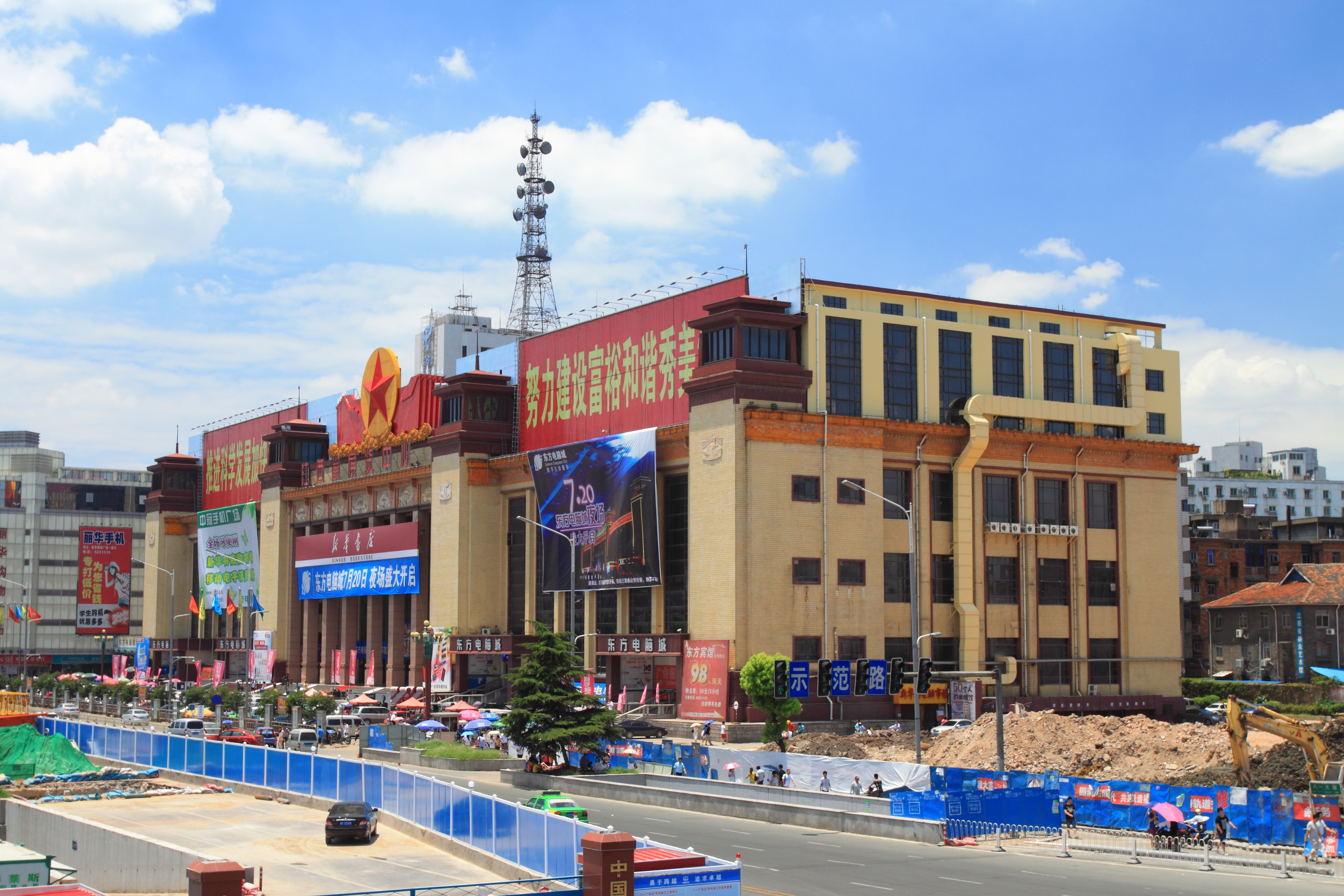
Выставочный центр провинции Цзянси
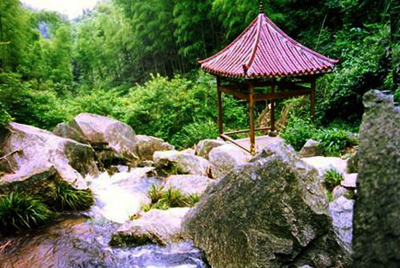
В селе недалеко от Наньчана